# Glasgrondel
De glasgrondel (Aphia minuta) (ook wel doorschijnende grondel genoemd) is een straalvinnige vis uit de familie van grondels (Gobiidae), orde baarsachtigen (Perciformes), die voorkomt in het noordoosten en oosten van de Atlantische Oceaan en in de Middellandse Zee.

## Beschrijving
De glasgrondel kan een lengte bereiken van 7 centimeter en kan maximaal 1 jaar oud worden. Het lichaam van de vis heeft een langgerekte vorm. De vis heeft twee rugvinnen en één aarsvin. De eerste rugvin heeft vijf stekels en de tweede 1 stekel en 11-13 vinstralen. De aarsvin heeft 11-15 vinstralen. Opvallend kenmerk bij vissen die levend worden waargenomen is de duidelijk zichtbare zwemblaas.

## Leefwijze
De glasgrondel is een zout- en brakwatervis die voorkomt in ondiepe wateren. Anders dan de meeste andere grondels leeft de soort voornamelijk in de waterkolom, en niet vlak boven de bodem. De diepte waarop de soort voorkomt is maximaal 80 meter.
Het dieet van de vis bestaat hoofdzakelijk uit dierlijk voedsel, vooral plankton, zoals roeipootkreeftjes, aasgarnalen, en larven van vissen en zeepokken.

## Relatie tot de mens
De vis was zeldzaam in de Noordzee langs de Nederlandse kust. De vis stond in 2004 nog als ernstig bedreigd op de Nederlandse Rode Lijst, maar is daar in 2015 van verwijderd. In de Zeeuwse wateren en het Noordzeekanaal komt de soort veelvuldig voor. De soort staat niet op de internationale Rode Lijst van de IUCN. De glasgrondel is voor de visserij van geen belang.